# イドゥン (雑誌)

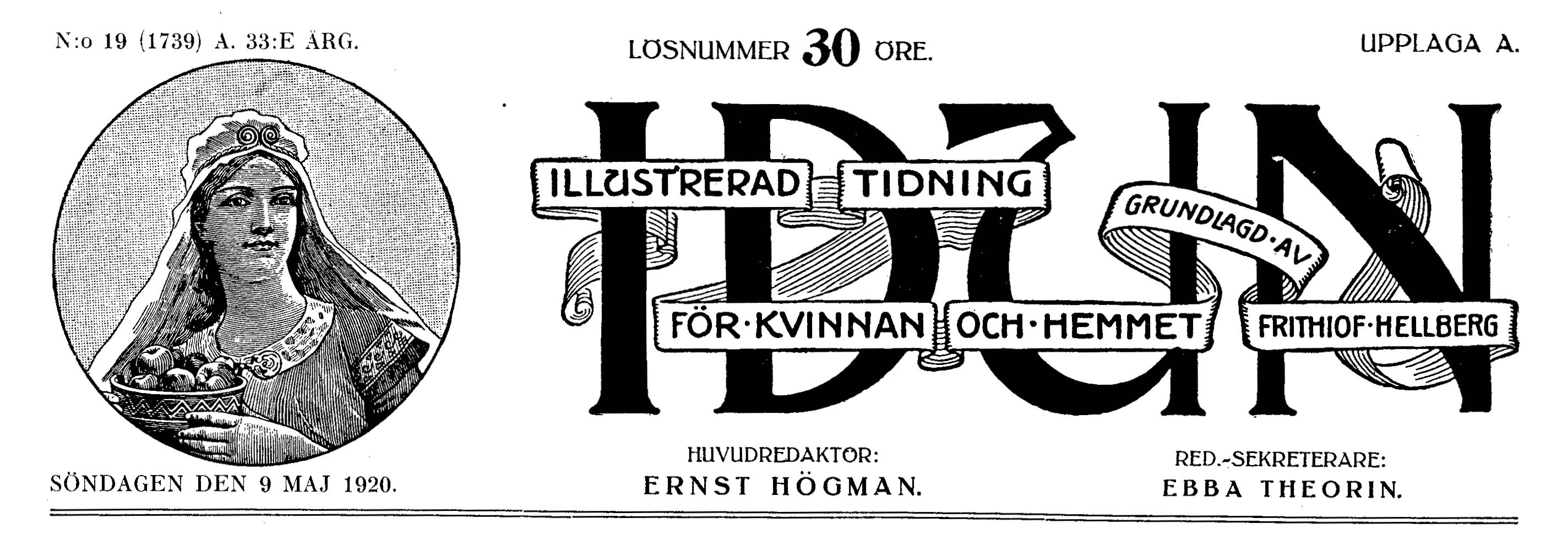
イドゥン誌の出版者情報の定型（マストヘッド）

イドゥン（スウェーデン語: Idun）は、スウェーデンの雑誌で、1887年から1963年まで発行された。版元情報の定型の欄（マストヘッド）に挿絵があるように、誌名は籠に入れたリンゴを持って現れる女神イズンにちなんで名付けられた。

## 沿革と特徴
本誌は1887年から1963年にわたり出版され、設立は CE Gernandt と出版人 Frithiof Hellberg が手がけた。副題は「女性と家庭の実用的なイラスト入り週刊誌」という。
テーマは文学とジェンダー平等を焦点にし、また詩も掲載した。
女子校の教師を勤めていたセルマ・ラーゲルレーヴは、教鞭を執る傍ら、詩や短編小説を雑誌の懸賞に投稿していた。1890年に短編が『イドゥン』の懸賞に入選、女性解放運動家のソフィー・アドレルスパッレ男爵夫人の支援の元、教職を1年間休職した後、『イェスタ・ベルリングのサガ』を書き上げて翌1891年に刊行した。1820年代の郷里を民話に似せ幻想的に描いたデビュー作『イェスタ・ベルリングのサガ』は「90年代文学」（新ロマン主義文学）の代表的な作品となり、40ヶ国語以上に翻訳された。そのきっかけは、デンマーク語版に訳され、影響力のある男性書評家 Georg Brandes に着目されたことであり、ストックホルムで芸術サロンを開き文芸活動を支えていたフレデリカ・リムネル（en）は、作家専業で進めるようにと援助を申し出たことで、ラーゲルレーヴは作家への道を歩んで行くこととなった。
雑誌は1963年に Vecko-Journalen（en）と合併すると、統合後の雑誌名は2誌を連ね『Idun-Veckojournalen』に決まり、週刊誌として出版した。発行部数の減少から1980年に刊行の周期を月刊に変更、合わせて誌名を『Månadsjournalen』（「月刊誌」の意）に改名した。雑誌は2002年に終刊する。

## 月刊誌時代
雑誌『Månadsjournalen』（1980年 - 2002年）は1980年に姉妹誌の『Vecko-Journalen』の廃刊にともなって編集部を引き継いだ。版元は Åhlén＆Åkerlund。後に改称を重ね『Bonnier Månadstidningar』（月刊新聞）、『Bonnier Specialtidningsförlag』（ボニエ特別新聞）を経て『BonnierTidskrifter』（ボニエマガジン）に変更して終刊を迎える。

### 編集長
就任期間と氏名
1980–1991：ビルギッタ・ダール（sv）
1991–1996：Stefan Mehr（sv）
1996–2002：Eva Birmann（sv）

### 著名な従業員
- ブリット・エドウォール（sv）
- Göran Hägg（sv）
- Ulrika Knutson（sv）
- Niklas Rådström（sv）
- ニルス・ペッター・サンドグレン（sv）
- Fredrik Strage（sv）